# Borland (softwarebedrijf)

Logo

Borland (Borland International Corporation) was een softwarebedrijf in Scotts Valley, Californië, vooral bekend geworden door Turbo Pascal (nu Delphi en Kylix). 
Het bedrijf werd in 2009 overgenomen door Micro Focus.

## Gloriedagen
Borland werd opgericht in 1983 door de Franse wiskundeleraar Philippe Kahn die het bedrijf leidde bij de ontwikkeling van een aantal succesvolle softwareproducten. Het eerste product in 1984 was Turbo Pascal aanvankelijk ontwikkeld door Anders Hejlsberg.
In september 1987 nam Borland Ansa-Software over met de database Paradox (versie 2.0). De spreadsheet Quattro Pro was een ander product uit 1989 met voor die tijd opvallende grafiekmogelijkheden. Ook in 1987 werd Turbo BASIC uitgebracht, dat voor het eerst een goede BASIC-compiler voor de pc bood.
In 1991 nam Borland de firma Ashton-Tate over waarmee de op dat moment leidende database dBase in huis kwam. De hoge prijs die daarvoor betaald werd was een van de redenen voor de financiële malaise die daarop volgde en vergroot werd toen Microsoft in 1992 de concurrerende database Access op de markt bracht en FoxPro overkocht.
Rond 1994 stond Borlands implementatie van C++ als superieur bekend boven die van Microsoft. Ook met de ontwikkeling van Paradox met zijn ObjectPal-programmeertaal liet Borland Microsoft Access achter zich.
De gloriedagen voor Borland op de softwareontwikkelgereedschappenmarkt leken echter voorbij. Als oorzaak wordt onder andere genoemd de voorsprong van Microsoft door de kennis van het besturingssysteem en het concurrentievoordeel dat daaruit voort zou vloeien. Een andere reden die genoemd wordt is dat Philippe Kahn de bedrijfsmiddelen te dun over te veel projecten verdeelde in een poging Microsoft op zo veel mogelijk fronten te bestrijden. Kahn verliet zijn bedrijf in 1994.
De goed ontvangen RAD-programmeeromgeving Delphi 1 werd in 1995 ten doop gehouden onder leiding van Anders Hejlsberg.

## Inprise
Op 29 april 1998 veranderde Borland zijn naam in Inprise Corporation (van de slogan Integrate the Enterprise) en verlegde het focus naar enterprisegerichte applicatieontwikkeling met Delphi en JBuilder de Borland-ontwikkelomgeving voor Java. De financiële problemen voor en na de naamswisseling bezorgden Borland/Inprise een slecht publiek imago; velen dachten dat het bedrijf ter ziele was.
In oktober 1996 werd het voormalige paradepaardje Paradox verkocht aan Corel. dBase werd verkocht in 1999 toen Inprise besloot zich te concentreren op ontwikkelgereedschappen. Een beoogde samenwerking tussen Inprise en Corel werd aangekondigd in februari 2000. Hierbij werd gemikt op het maken van producten voor de Linux-markt. De samenwerking strandde toen de aandelenkoers Corel omlaag duikelde.
De client-server InterBase 6.0 werd vervolgens als openbronproduct in juli 2000 beschikbaar gesteld. Zie Firebird.

## Borland II
In 2001 werd de naam Borland (Borland Software Corporation) heraangenomen, waarmee een mislukte dure naamswijziging ongedaan gemaakt werd. De toenmalige productenlijn mikte zowel op Windows als Linux met Delphi/Kylix en C++Builder en JBuilder. Met Kylix (de Delphi implementatie voor Linux) bracht Borland in 2001 de geïntegreerde applicatie ontwikkelomgeving (IDE) naar het Unix-platform. Borland leverde ook een eigen C#-implementatie C#Builder om de .NET-technologie van Microsoft niet mis te lopen. Dankzij betere jaarcijfers werd het mogelijk om in 2002 TogetherSoft en StarTeam over te nemen. De meest recente versie van JBuilder en C#Builder integreerden deze gereedschappen ten behoeve van de programmaontwikkelaars. Delphi versie 8 omarmde .NET-hype. In 2004 sloot Borland verder gaande samenwerkingsovereenkomsten af met Microsoft op het gebied van .NET-ondersteuning in hun compilers. Hieruit vloeide Delphi 2005. In 2006 werd de Developer Tools Group afgesplitst van Borland, onder de naam CodeGear.

## Productlijn in 2003
- C#Builder (2003)
- C++Builder
- Delphi
- JBuilder
- Kylix
- Optimizeit Suite
- InterBase
- JDataStore
- Borland Enterprise Studio For Java
- Borland Enterprise Studio For Windows
- Borland Enterprise Server AppServer Edition
- Borland Enterprise Server VisiBroker Edition
- Borland Enterprise Server Web Edition
- StarTeam
- Together

## Oudere software
- Turbo Pascal
- Borland C++
- Turbo C++
- Turbo C
- Turbo Prolog
- TurboBASIC
- TASM
- SideKick
- Reflex
- Quattro Pro
- dBase